# 日鉄テックスエンジ
日鉄テックスエンジ株式会社（にってつテックスエンジ、英称：NIPPON STEEL TEXENG.CO.,LTD.）は、日本製鉄グループの総合エンジニアリング会社である。2013年10月に太平工業株式会社より商号変更した。

## 概要

### 太平工業
1946年（昭和21年）、旧：日本製鐵の技術者を中心に太平工業として設立された。総合建設業の他に、機械・電気・計装部門、製鉄関連の生産部門の事業を展開。主に日本製鉄の製鉄所所在地に支店を展開し、製鉄所構内の生産ライン操業や各工場設備メンテナンス等の請負作業や工場設備建設を主に行っているが、その他の日本製鉄関連鉄鋼メーカー、製紙会社等の他業種のプラントエンジニアリングも行う。また土木建築部門は、公共・民間問わずビル・マンション建築やトンネル建設工事等の土建工事まで幅広く行っていた。しかし、2005年に発覚した構造計算書偽造問題により、問題となった一部のマンション建設の施工に携わっており、施工の一部に問題があることが判明した。これが契機となりマンション建築からは撤退する方向となった。
設立時の経緯から日本製鉄（旧・新日本製鐵）のグループ会社である。社長は日本製鉄の副社長経験者を迎える事が多い。また役員も日本製鉄と太平工業出身者が大半を占める。

### 日鉄住金テックスエンジ
2013年10月に日鉄エレックスと経営統合し、日鉄住金テックスエンジ株式会社に商号変更した。
2014年10月には、新日鐵住金の完全子会社である日鉄住金プラント株式会社、ニッテツ北海道制御システム株式会社、ニッテツ室蘭エンジニアリング株式会社、ニッテツ八幡エンジニアリング株式会社、株式会社N・TEC大分、日鉄住金直江津メンテナンス株式会社を吸収合併するとともに、日鉄住金関西工業株式会社の製鉄業向け設備エンジニアリング・保全事業を会社分割により承継し、各製鉄所のエンジニアリング・保全事業を集約した。
2015年8月には、株式交換により新日鐵住金の完全子会社となった。これに伴い、同年7月に東京証券取引所第一部の上場が廃止されている。

### 日鉄テックスエンジ
2019年4月に親会社の日本製鉄への商号変更に合わせ、日鉄テックスエンジ株式会社に商号変更した。

## 沿革
- 1946年（昭和21年）- 太平工業株式会社を創立。
- 1947年（昭和22年）- 組立式鉄筋コンクリート住宅の製作を開始。
- 1949年（昭和24年）- 建設業法第8条により登録。
- 1951年（昭和26年）- 本社を東京都千代田区丸の内（丸ビル）に移転。
- 1955年（昭和30年）- 鉄鋼第2次合理化計画による生産量増加に伴い、各製鉄所は付帯作業、整備作業を協力会社に任せるようになり、当社の作業量も増大。
- 1957年（昭和32年）- 中部経済連合会から製鉄所誘致の立地調査を委嘱。
- 1960年（昭和35年）- 東海製鐵の建設に参加。
- 1961年（昭和36年）- 株式公開。東京証券取引所市場第二部に上場。
- 1963年（昭和38年）- 東京証券取引所市場第一部に指定替え。
- 1968年（昭和43年）- 新日本製鐵株式会社君津製鐵所（現・日本製鉄東日本製鉄所君津地区）の建設に参加。
- 1969年（昭和44年）- 東京証券取引所貸借銘柄に指定。
- 1970年（昭和45年）- 新日本製鐵株式会社大分製鐵所（現・日本製鉄九州製鉄所大分地区）の建設に参加。
- 1972年（昭和47年）- 本社を東京都千代田区大手町（日本ビル）に移転
- 1973年（昭和48年）- 宅地建物取引業法により、建設大臣免許(1)第1460号の免許を取得。
- 1974年（昭和49年）- 建設業法の改正により、建設大臣許可（特-49）第4903号の免許を取得。
- 1985年（昭和60年）- 当社と大洋製鋼共同開発のT・Tビルを発表。
- 1986年（昭和61年）- 大分支店が高圧ガス取締法の通産大臣認定事業所となる。
- 1991年（平成3年）- 1995年満期米貨建新株引受権付社債（1億米ドル）を発行。「スラット多条連続塗装プラント」の開発で第26回機械振興協会賞受賞。
- 1993年（平成5年） - 第1回無担保転換社債（120億円）発行。
- 1994年（平成6年）- 築炉ロボットシステム実用化に成功。本社を東京都中央区新川（I・Sリバーサイドビル）に移転。
- 1997年（平成9年）- 八幡支店がリサイクル推進功労者表彰で建設大臣賞を受賞。タイに新事業会社「Siam Taihei Engineering Co., Ltd.」を設立

- 2002年（平成14年）- 段谷産業のパーティクルボード事業を承継。
- 2003年（平成15年）- トヨタ自動車より、ハイドロフォーム成形機で技術優秀賞を授与される。
- 2009年（平成21年）- 本社を千代田区丸の内（三菱ビル）に移転。
- 2011年（平成23年）‐ 釜石支店を廃止、子会社化（太平工業釜石株式会社→NSテックスエンジ釜石株式会社）。
- 2012年（平成24年）‐ 北都電機株式会社が展開する電気計装及び制御システムに関する事業の一部を会社分割により事業承継。
- 2013年（平成25年）‐ 日鉄エレックスと経営統合し、商号を日鉄住金テックスエンジ株式会社に変更。
- 2014年（平成26年）
  - タイに新事業会社「NS-TEXENG AMEC CO., LTD.」を設立。
  - 日鉄住金プラント株式会社、ニッテツ北海道制御システム株式会社、ニッテツ室蘭エンジニアリング株式会社、ニッテツ八幡エンジニアリング株式会社、株式会社N・TEC大分および日鉄住金直江津メンテナンス株式会社と経営統合。また、日鉄住金関西工業株式会社の製鉄業向け設備エンジニアリング・保全事業を承継。
- 2015年（平成27年）- 株式交換契約により新日鐵住金（現・日本製鉄）の完全子会社となる。
- 2018年（平成30年）- NSテックスエンジ釜石株式会社を合併。東北支店を発足。
- 2019年（平成31年）- 日鉄テックスエンジ株式会社へ商号変更。北都電機株式会社を合併。
- 2020年（令和2年）- 日鉄日新工機株式会社を合併。呉支店を発足。光支店を山口支店へ、関西支店を分割し和歌山支店へ改称。新たに阪神支店を発足。
- 2022年（令和4年）- 君津支店と鹿島支店を組織統合し東日本支店（君津地区）と東日本支店（鹿島地区）に変更。

## 事業部
- 経営企画部
- 総務部
- 法務部
- 内部統制・監査部
- 財務部
- 人事労政部
- 採用・人材開発部
- 安全環境防災部
- 営業本部
- 調達部
- 技術本部
- 機械事業本部
- 電計事業本部
- 建設事業部
- ロボティクス事業部
- 生産事業部
- パーティクルボード事業部
- 活性炭事業部

## 支店
- 八幡支店 - 福岡県北九州市
- 大分支店 - 大分県大分市
- 山口支店 - 山口県光市
- 山口支店（呉事業所） - 広島県呉市
- 広畑支店 - 兵庫県姫路市
- 和歌山支店 - 和歌山県和歌山市
- 阪神支店 - 大阪府堺市
- 名古屋支店 - 愛知県東海市
- 東日本支店（君津地区） - 千葉県君津市
- 東日本支店（鹿島地区） - 茨城県鹿嶋市
- 東北支店 - 岩手県釜石市
- 室蘭支店 - 北海道室蘭市

## グループ会社
国内
- 株式会社太豊テクノス - 大分県大分市
- 株式会社タイパックス - 大阪府堺市堺区
- TEXスマイル名古屋株式会社 - 愛知県東海市
- 太総産業株式会社 - 千葉県君津市
- テックスエンジテクノサービス株式会社 - 茨城県鹿嶋市

海外
- SIAM TAIHEI ENGINEERING CO., LTD. - タイ・バンコククローントゥーイ区
- NS-TEXENG AMEC CO., LTD.　- タイ・バンコクバーンナー区
- 日鉄龍利糸商貿(上海)有限公司 - 中国・上海市黄浦区
- PT. NIPPON STEEL AND SUMIKIN TEXENG INDONESIA - インドネシア・バンテン州チレゴン

## 関連人物
- 阿南惟正 - 旧太平工業元社長
- 下柳剛 - 社会人野球選手時代、同社に勤務。[7]